# Parania albitarsis
Parania albitarsis là một loài tò vò trong họ Ichneumonidae.